# Gaetano Abela
Gaetano Abela (Syracuse, 24 januari 1778 – Castellammare del Golfo, 30 december 1826), een aristocraat, was een leider van de Carbonari in het koninkrijk der Beide Siciliën. Abela was een opstandeling tegen het Bourbonregime en was tegen de Restauratiepolitiek in Europa in het algemeen. Hij ijverde voor de afscheuring van Sicilië van de Beide Siciliën.

## Levensloop

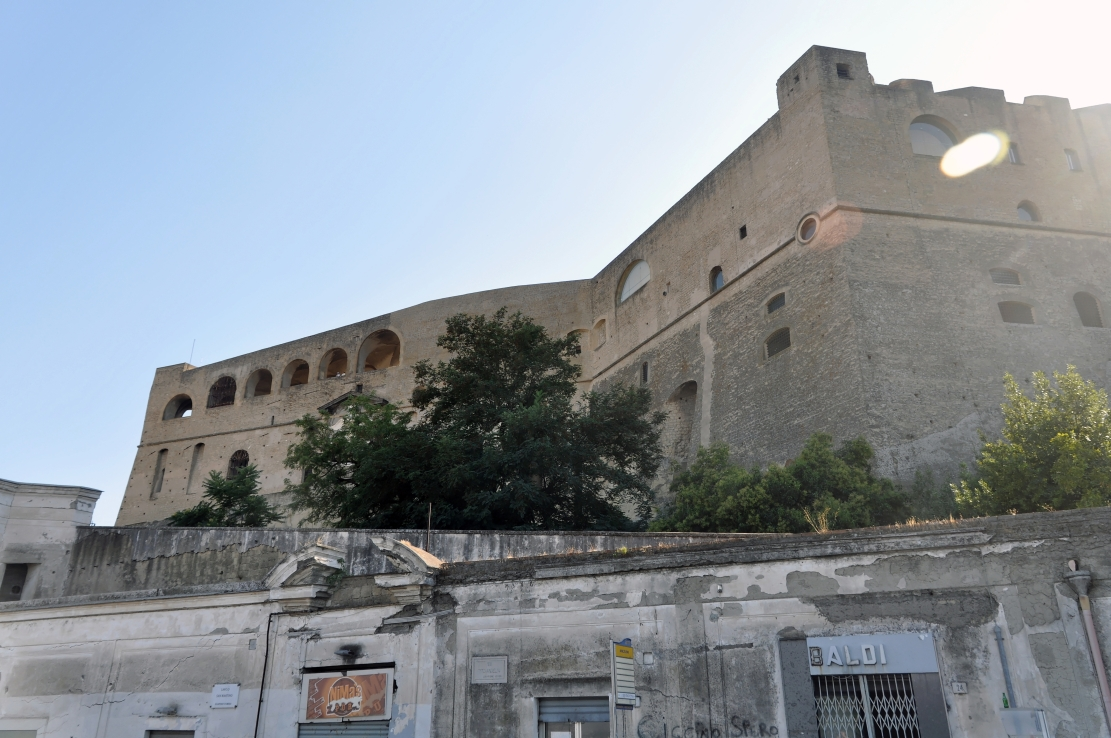
Kasteel Sant'Elmo in Napels, Italië. Hier werd Abela voor de eerste maal opgesloten.

Fort van Castellammare, Sicilië. Hier werd Abela gefusilleerd.

Abela was een telg uit het adellijk geslacht Abela, een familie van Siciliaanse baronnen van wie verschillende ridder van de Orde van Malta waren. Zijn ouders waren Giuseppe Abela, 6e baron van Camelio en Concetta La Torre. 
Hij ging voor een carrière in het leger. In 1796 werd hij militair vrijwilliger in Girgenti. Twee jaar later, in 1798, reisde hij naar Malta. Hij werd er geridderd in de Orde van Malta, zoals meerdere familieleden voor hem. Hij diende er in de Royal Navy. Koning Ferdinand I van Napels en Sicilië weigerde zijn aanvraag om tot het officierenkorps van de Koninklijke vloot toe te treden (en dus geen vrijwilliger meer te zijn). Abela geraakte bevriend met Louis Girard, een stafofficier van Napoleon Bonaparte, nadat de Fransen Malta hadden veroverd. Girard stuurde hem naar Calais, waar Abela toetrad tot de vrijmetselarij. Abela maakte deel uit van het Franse bezettingsleger in het koninkrijk Napels; omwille van bewezen diensten werd Abela bevorderd tot kolonel van de kurassiers. Abela gaf zijn ontslag uit het Franse leger in 1812 en zocht toenadering tot de Carbonari in Napels. In deze periode huwde hij met een Napolitaanse (1814). Kort na de geboorte van hun zoontje Giuseppe-Hilarion Abela stierf zij. Abela liet zijn kind achter bij zijn schoonfamilie. 
In 1817 keerde Abela terug naar Sicilië. Hij richtte er een Siciliaanse afdeling van de Carbonari op. Dit deed hij samen met zijn broer Giuseppe Abela. Zij voerden guerrilla tegen het Bourbonregime. Hij en zijn broer werden gearresteerd en overgebracht naar Napels, naar het kasteel Sant'Elmo (1818). Omdat er een revolutie in Napels uitbrak in juli 1820, geraakte Abela bevrijd uit de gevangenis. 
Hij keerde terug naar het guerrillaleger in Sicilië (1820). Hij speelde in op anarchistische en separatistische gevoelens in de Siciliaanse hoofdstad Palermo. Aan het hoofd van vierhonderd opstandelingen opereerde Abela in de streek van Syracuse. Dit kende aanvankelijk succes door de vele avonturen die ze beleefden. Doch de bevolking moest niet altijd weten van deze bende ongedisciplineerde guerrillero's. Ook in Palermo kon Abela niet rekenen op zijn politieke medestanders die kwamen uit de adel en de vrijmetselarij. Velen onder hen aanvaardden het gezag van het Huis Bourbon opnieuw. Zij verwierpen het separatisme waarvan Abela een heftige voorstander bleef. In 1820 werd Abela verklikt en opgesloten. Hij verbleef in de gevangenissen van Palermo (1820-1821), Messina (1821-1823) en Syracuse (1823-1826). 
Meermaals probeerde Abela uit te breken uit het Castello Maniace, het kasteel van Syracuse. In 1824 deed hij dat door een mijn op te blazen, samen met medegevangenen. Abela werd veroordeeld tot de dood met de kogel. Onderweg naar de executieplaats organiseerde hij een ultieme ontsnappingspoging. Carbonari die verkleed waren als gendarmes, raakten slaags met de echte gendarmes. De ontsnapping mislukte. In het fort van Castellammare werd Abela kort erna gefusilleerd.

## Nadien
- Zijn zoon Giuseppe-Hilarion Abela trad in in de orde der benedictijnen. Hij was een componist die leefde in de abdij van Monte Cassino; zijn kloosternaam was Don Placido.
- Na de eenmaking van Italië werd een kazerne van de genie in Syracuse naar hem genoemd. Het was de Caserma Abela. Deze was gelegen op het zuidelijke punt van Ortygia, historisch het centrale eiland van Syracuse. Vanaf 2001 gaf het Italiaanse leger dit gebouw in leen aan de universiteit van Catania.[6]